# حدود كازاخستان وقرغيزستان

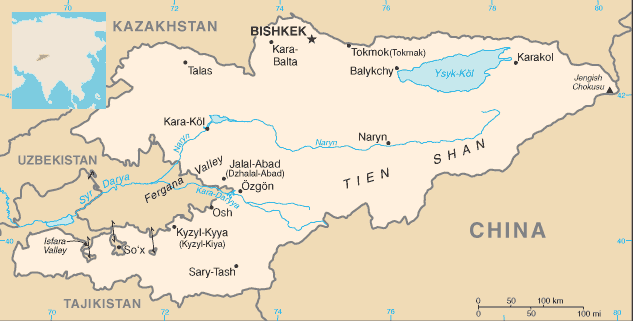
خريطة قيرغيزستان مع كازاخستان من جهة الشمال

حدود كازاخستان وقيرغيزستان ممتدة على طول 1212 كم من نقطة ثلاثية مع أوزبكستان إلى نقطة ثلاثية مع الصين. وتقع بيشكيك، عاصمة قيرغيزستان، على بعد 16 كم فقط جنوب هذه الحدود، وتقع ألماتي على بعد 29 كم شمالها.